# 1989年5月逝世人物列表
1989年逝世人物列表：1月 - 2月 - 3月 - 4月 - 5月 - 6月 - 7月 - 8月 - 9月 - 10月 - 11月 - 12月
1989年5月逝世人物列表，是用於匯總1989年5月期間逝世人物的列表。

## 依日期排序

### 1日
- 安東尼奧·賈尼格羅（Antonio Janigro），71歲，義大利大提琴家和指揮家。
- 莎莉·柯克蘭（Sally Kirkland），76歲，《Vogue》和《Life》雜誌的時尚編輯，肺氣腫。
- Scooter Lowry，69歲，美國童星（Our Gang）。（屍體於此日發現）
- Marion Mack，87歲，美國電影女演員（《將軍》），心力衰竭。
- 爱德华·奥哈布（Edward Ochab），82歲，波蘭共產主義政治家，波蘭國務委員會主席。
- 德川宗敬，91歲，日本軍官和政治家。
- 道格拉斯·沃森（Douglass Watson），68歲，美國演員（《另一個世界》），心臟病發作。[1]
- 大衛·韋伯斯特（David Webster），44歲，南非反種族隔離活動家，被暗殺。

### 2日
- 本尼·本傑明（Bennie Benjamin），81歲，維爾京群島出生的美國詞曲作者（《別讓我被誤解》、《命運之輪》）。
- 詹姆斯·克拉布（James Crabe），57歲，美國電影攝影師（《洛基》、《中國綜合症》、《空手道小子》），愛滋病併發症。
- 韦尼阿明·卡维林，87歲，俄羅斯作家和劇作家。
- 傑拉爾德·斯卡佩利（Gerald Scarpelli），60-61歲，美國黑幫和殺手（Chicago Outfit），自殺。
- 朱塞佩·西裡（Giuseppe Siri），82歲，義大利紅衣主教，熱那亞大主教。[2]
- 槇有恒，95歲，日本登山者。

### 3日
- 謝赫·阿巴斯（Sheikh Abbas），76-77歲，阿爾及利亞外交官和作家，巴黎大清真寺院長。
- 戈登·戴利（Gordon Dailley），77歲，加拿大出生的英國冰球運動員和奧運會金牌得主。
- 克裡斯汀·喬根森（Christine Jorgensen），62歲，美國跨性別女性，女演員和歌手，膀胱癌和肺癌。[3]
- 穆里爾·奧斯特裡什（Muriel Ostriche），92歲，美國無聲銀幕女演員。
- 羅蘭·羅賓遜（Roland Robinson），82歲，英國政治家（國會議員）和外交官（百慕達總督）。
- 威廉·斯奎爾（William Squire），72歲，威爾士演員（卡蘭）。

### 4日
- 阿德南·哈伊爾·阿拉，49歲，伊拉克軍官，薩達姆·海珊的姐夫，國防部長，直升機墜毀。
- Chalam，59歲，印度電影演員（Mattilo Manikyam）。
- 莫裡斯·科普蘭（Morris Copeland），93歲，美國經濟學家（資金流分析）。
- 拉裡·弗萊舍（Larry Fleisher），58歲，美國律師和體育經紀人，創立了美國國家籃球運動員協會，心臟病發作。[4]
- John R. Heller Jr.，84歲，美國國家癌症研究所所長，以塔斯基吉梅毒研究而聞名。
- Herschel C. Loveless，77歲，美國政治家，愛荷華州州長，肺癌。[5]
- 詹姆斯·麥基恩（James McKeown），88歲，黃金海岸（迦納）的愛爾蘭傳教士，創立了五旬節教會。
- Ashutosh Mukhopadhyay，68歲，印度作家。
- 莉迪亞·帕斯捷爾納克·斯萊特（Lydia Pasternak Slater），87歲，蘇聯研究化學家和詩人。
- Jean-Marie Tjibaou，53歲，法屬新喀里多尼亞政治家，卡納克獨立運動領袖，被暗殺。
- Evelle J. Younger，70歲，美國律師，加利福尼亞州總檢察長。

### 5日
- 赫爾曼·霍爾特（Hermann Hölter），89歲，德國現代五項全能運動員，納粹德國陸軍將軍。
- 94歲的紐西蘭修女瑪麗·里奧（Mary Leo）修女訓練了一些世界上最好的女高音。
- 沃尔夫冈·诺伊斯（Wolfgang Neuss），65歲，德國演員和卡巴雷特藝術家，癌症。
- 詹妮弗·霍奇·德席爾瓦（Jennifer Hodge de Silva），38歲，加拿大電影製片人。
- 納瓦爾·塔塔，84歲，印度實業家和慈善家。
- 斯特凡·華沙夫斯基，85歲，俄羅斯出生的美國數學家（共形映射，最小曲面，諧波函數）。

### 6日
- 厄爾·布萊克（Earl Blaik），美式橄欖球運動員和教練。[6]
- 阿道夫·康斯坦佐（Adolfo Constanzo），26歲，古巴裔美國連環殺手，毒販和邪教頭目，協助自殺。
- 卡爾·海因里希·克納普斯坦（Karl Heinrich Knappstein），83歲，德國記者和外交官，德國駐美國大使。

### 7日
- Lou Brock，71歲，美國NFL橄欖球運動員。
- 米蘭達·坎帕（Miranda Campa），75歲，瑞士裔義大利女演員。
- 弗蘭克·克魯斯基（Frank Cluskey），59歲，愛爾蘭政治家，工黨領袖，癌症。
- 豪伊·莫斯（Howie Moss），69歲，美國職業棒球大聯盟球員。
- 安東·倫訥貝格（Anton Rønneberg），86歲，挪威作家和戲劇評論家。

### 8日
- 亨德里克·阿利克（Hendrik Allik），88歲，愛沙尼亞政治家（愛沙尼亞共產黨）。
- 菲利斯·馬里奧·博阿諾（Felice Mario Boano），85-86歲，義大利汽車設計師和車身製造商。
- Mariga Guinness，56歲，英國出生的建築保護主義者，愛爾蘭喬治亞協會的聯合創始人，心臟病發作。
- 安德列亞斯·希爾喬治（Andreas Hillgruber），64歲，德國歷史學家，喉癌。[7]
- 托尼·盧卡德羅（Tony Lucadello），76歲，美國職業棒球球探，槍擊自殺。
- 魯傑羅·馬卡里（Ruggero Maccari），69歲，義大利編劇。
- 魯道夫·烏倫豪特（Rudolf Uhlenhaut），82歲，英德工程師。[8]

### 9日
- 卡爾·布魯納（Karl Brunner），73歲，瑞士經濟學家。[9]
- 蒂莫西·法瑞爾（Timothy Farrell），66歲，美國演員（《監獄誘餌》《暴力歲月》《葛籣或葛籣達》）)
- 亞歷克斯·弗雷澤（Alex Fraser），72歲，加拿大政治家，卑詩省立法議會議員。
- 弗雷德·霍爾斯特德（Fred Halsted），47歲，美國同性戀色情電影導演、演員、出版商和性俱樂部老闆，自殺。
- 恩里克·盧塞羅（Enrique Lucero），68歲，墨西哥演員。
- 肯尼斯·羅伯茨（Kenneth A. Roberts），76歲，美國律師，美國眾議院議員，心力衰竭。[10]
- 基思·惠特利（Keith Whitley），34歲，美國鄉村音樂歌手和詞曲作者，酒精中毒。[11]

### 10日
- 威廉·布萊克溫（Wilhelm Bleckwenn），82歲，納粹德國國防軍將軍。
- 約瑟夫·布倫南（Joseph Brennan），88歲，美國ABL籃球運動員（布魯克林探訪隊）。
- 理查·格林（Richard Green），52歲，美國教師，紐約市學校校長，因哮喘心臟驟停。
- 迪米塔爾·伊利耶夫斯基-穆拉托，35歲，南斯拉夫登山家，第一位登上珠穆朗瑪峰的馬其頓人。
- 斯圖爾特·佩羅恩（Stewart Perowne），87歲，英國外交官和中東考古學家。[12]
- 卡盧仁波切，84歲，藏傳佛教喇嘛和老師。
- 伍迪·肖（Woody Shaw），44歲，美國爵士小號手和樂隊領隊，腎衰竭。[13]
- 哈斯勒·惠特尼（Hassler Whitney），82歲，美國數學家（奇點理論），中風。[14]

### 11日
- 洪丝丝，82岁，中华全国归国华侨联合会原副主席。
- 范·布朗（Vin Brown），67歲，澳大利亞足球運動員。
- 萧望东，78歲，中共革命家，中國人民解放軍中將。

### 12日
- 尼古拉斯·懷爾德，51-52歲，美國藝術品經銷商，愛滋病併發症。[15]

### 13日
- 傑克·格勞特，79歲，美國高爾夫球手。
- 查理·穆頓（Charlie Mutton），98歲，澳大利亞政治家。
- Bjørn Puggaard-Müller，67歲，丹麥電影演員。

### 14日
- 尼基福尔·卡利琴科，83歲，蘇聯政治家。
- 喬·普里莫，83歲，加拿大職業冰球運動員。
- Hans Stubbe，87歲，德國農學家和植物育種家。
- E. P. Taylor，88歲，加拿大商業大亨、投資者和慈善家。

### 15日
- 約翰尼·格林，80歲，美國詞曲作者、指揮家和鋼琴家。
- 諾埃爾·奧布萊恩（Noel O'Brien），56歲，澳大利亞足球運動員。
- 塚瀨紀子，43歲，日本配音演員和歌手，直腸癌。

### 16日
- 拉瑪律·艾倫（Lamar Allen），74歲，美國大學橄欖球運動員和教練，黑人聯盟棒球運動員。
- 拉爾夫·吉布森（Ralph Gibson），83歲，澳大利亞共產主義召集人和作家。
- 約瑟芬·希爾加德（Josephine R. Hilgard），83歲，美國發展心理學家、精神病學家和精神分析學家。
- 西奧多·斯特拉溫斯基，82歲，俄羅斯-瑞士畫家。

### 17日
- Hallvard Eika，68歲，挪威政治家，挪威議會議員。
- 沃爾特·格羅斯（Walter Gross），85歲，德國演員。
- Finn Juhl，77歲，丹麥建築師、室內設計師和工業設計師。
- 露西亞·莫霍利（Lucia Moholy），95歲，奧匈帝國出生的攝影師和出版物編輯。
- Specs Toporcer，90歲，美國職業棒球大聯盟球員，因跌倒而受傷。

### 18日
- 唐納德·希斯（Donald Hiss），82歲，美國法律秘書，阿爾傑·希斯（Alger Hiss）的弟弟。[16]
- Hermann Höcherl，77歲，德國政治家和律師，納粹黨成員。
- 埃德·麥克爾文尼，64歲，蘇格蘭足球運動員，代表美國出戰。
- 多蘿西·魯斯（Dorothy Ruth），67歲，美國棒球運動員貝比·魯斯（Babe Ruth）和他的情婦胡安妮塔·詹寧斯（Juanita Jennings）的美國女兒。

### 19日
- Anton Diffring，72歲，德國演員，癌症。
- Abel Herzberg，95歲，荷蘭律師和作家。
- 約翰·穆喬（John J. Muccio），89歲，義大利裔美國外交官，美國駐瓜地馬拉、冰島和韓國大使。[17]
- 格爾德·奧斯瓦爾德，79歲，德國美國電影和電視導演，癌症。
- YiannisPapaioannou，79歲，希臘作曲家和教師。
- 羅伯特·韋伯，64歲，美國演員，盧·賈里克病。[18]

### 20日
- 约翰·希克斯，85歲，英國經濟學家，諾貝爾經濟學獎獲得者。
- 帕維爾·尤拉切克，53歲，捷克編劇和電影導演。
- 林恩·默里（Lyn Murray），79歲，英裔美國作曲家、指揮家和音樂編曲家，癌症。[19]
- Warren G. Magnuson，84歲，美國律師和政治家，美國參議院臨時議長。[20]
- 吉爾達·拉德納，42歲，美國女演員、喜劇演員、作家和歌手，患有卵巢癌。[21]
- 邁克·萊因巴赫，39歲，美國職業棒球大聯盟球員，車禍。
- Gōgen Yamaguchi，80歲，日本武術家，蛛網膜下腔出血。

### 21日
- 蒂托·科利安德（Tito Colliander），85歲，芬蘭東正教作家。
- 瑪格特·澤馬赫（Margot Zemach），57歲，美國兒童讀物插畫家，肌萎縮側索硬化症。[22]

### 22日
- 卡爾頓·梅西，59歲，美國NFL足球運動員。
- 拉什·李斯（Rush Rhees），84歲，美國哲學家。
- 羅伯特·理查森·西爾斯（Robert Richardson Sears），80歲，美國心理學家。[23]

### 23日
- 安莎·伊科寧（Ansa Ikonen），75歲，芬蘭電影和戲劇女演員。
- 詹姆斯·凱·湯瑪斯（James Kay Thomas），87歲，美國律師和政治家，西弗吉尼亞州總檢察長。
- 喬治·湯瑪斯，61歲，美國NFL足球運動員。
- 格奧爾基·托夫斯托諾戈夫，73歲，俄羅斯-喬治亞戲劇導演，心臟病發作。
- 厄爾·威爾遜，73歲，美國三級跳遠運動員和奧運選手。

### 24日
- S. K. Dey，82歲，印度政治家。
- Guus Dräger，71歲，荷蘭足球運動員。
- 湯姆·哈珀，86歲，美式橄欖球運動員和教練。
- 史蒂夫·麥考爾，55歲，美國爵士鼓手。
- 特裡普蒂·米特拉，63歲，印度女演員。

### 25日
- Ben H. Brown Jr.，75歲，美國外交官，美國駐利比瑞亞大使，癌症。
- Ab DeMarco，73歲，加拿大冰球運動員。
- Jean Despeaux，73歲，法國拳擊手和奧運會金牌得主。
- 索瑪·維克勒馬納亞克（Soma Wickremanayake），74歲，斯里蘭卡教育家和政治家，錫蘭議會議員。

### 26日
- Phineas Newborn Jr.，57歲，美國爵士鋼琴家，肺部生長。[24]
- Don Revie，61歲，英國國際足球運動員和經理，運動神經元疾病。
- 鷹司和子，59歲，日本前天皇明仁天皇的姐姐，心力衰竭。

### 27日
- 傑里·安德森（Jerry Anderson），35歲，美國NFL足球運動員，溺水身亡。
- Jess Sweetser，87歲，美國高爾夫球手。
- 阿爾謝尼·塔可夫斯基，81歲，俄羅斯詩人和翻譯家。

### 28日
- 沃利·安德祖纳斯（Wally Anderzunas），43歲，美國籃球運動員。
- 阿巴斯·納爾班迪安（Abbas Nalbandian），39-40歲，伊朗劇作家，自殺。
- 伊萬·帕拉澤斯（Iván Palazzese），27歲，義大利-委內瑞拉摩托車賽車手，賽車事故。
- 巴爾塔薩·洛佩斯·達席爾瓦，82歲，葡萄牙作家、詩人和語言學家，腦血管疾病。
- 約翰·M·西斯特曼斯（John M. Systermans），比利時傳教士和牧師。
- Muttathu Varkey，76歲，印度小說家、短篇小說家和詩人。

### 29日
- 諾拉·巴羅（Nora Barlow），103歲，英國植物學家和遺傳學家，查理斯·達爾文（Charles Darwin）的孫女。
- John Cipollina，45歲，美國吉他手，α-1抗胰蛋白酶缺乏症。
- George C. Homans，78歲，美國社會學家，行為社會學創始人，心臟病。[25]
- 約瑟夫·范·英格爾海姆，77歲，比利時國際足球運動員。
- Donald L. Katz，81歲，美國化學家和化學工程師。
- 塔里克·馬哈茂德（Tariq Mehmood），50歲，巴基斯坦陸軍巴基斯坦軍官，降落傘事故。
- Giuseppe Patanè，57歲，義大利歌劇指揮，心臟病發作。
- 鮑勃·沃特斯（Bob Waters），50歲，美式足球運動員，盧·格裡格病。

### 30日
- Jane Fauntz，78歲，美國游泳運動員和跳水運動員，奧運獎牌得主，白血病。
- 詹姆斯·哈裡·萊西（James Harry Lacey），72歲，二戰中的英國皇家空軍戰鬥機飛行員。
- 梭羅·麥克唐納（Thoreau MacDonald），88歲，加拿大插畫家，平面和書籍設計師以及藝術家。
- 津卡·米拉諾夫，83歲，克羅埃西亞歌劇女高音，中風。[26]
- Claude Pepper，88歲，美國政治家，美國眾議院議員，胃癌。

### 31日
- 海因茨·哈塞爾伯格（Heinz Hasselberg），75歲，德國自行車手和奧運選手。
- 愛德華·哈伯德，51歲，英國建築歷史學家，強直性脊柱炎。
- C. L. R. James，88歲，特立尼達歷史學家、記者和馬克思主義作家，胸部感染。[27]
- 欧文·拉铁摩尔（Owen Lattimore），88歲，美國東方學家和作家。[28]
- Raisa Orlova，70歲，俄羅斯作家和美國研究學者。
- G. Vanmikanathan，88歲，印度學者和作家。

### 日期不詳
- 約翰·薩頓（John Sutton），60-61歲，愛爾蘭投擲運動員。